# مومو أساكورا
مومو أساكورا (麻倉もも أساكورا مومو) هي مؤدية أصوات يابانية ولدت في 25 يونيو 1994 في محافظة فوكوكا.

## أدوارها في الأنمي

### مسلسلات أنمي تلفزيونية
- شارلوت - أيومي أوتوساكا
- فايري تايل - لامي
- WWW.ووركينغ!! - ميري ياناغيبا

### أفلام أنمي
- آيدولماستر موفي: إلى الجانب البرّاق - سيريكا هاكوزاكي

## أدوارها في ألعاب الفيديو
- آيدولماستر ميليون لايف! - سيريكا هاكوزاكي

## وصلات خارجية
- مومو أساكورا على موقع IMDb (الإنجليزية)
- مومو أساكورا على موقع ميوزك برينز (الإنجليزية)
- مومو أساكورا على موقع قاعدة بيانات الفيلم (الإنجليزية)
- مومو أساكورا على موقع كينوبويسك (الروسية)
- مومو أساكورا على موقع ANN person (الإنجليزية)